# Episodi di Studio One (quarta stagione)
La quarta stagione della serie televisiva Studio One è andata in onda negli Stati Uniti dal 17 settembre 1951 al 15 settembre 1952 sulla CBS.
| nº | Titolo originale                            | Prima TV USA      |
| -- | ------------------------------------------- | ----------------- |
| 1  | The Angelic Avengers                        | 17 settembre 1951 |
| 2  | The Little Black Bag                        | 24 settembre 1951 |
| 3  | The Idol of San Vittore                     | 1º ottobre 1951   |
| 4  | Mighty Like a Rogue                         | 8 ottobre 1951    |
| 5  | Colonel Judas                               | 15 ottobre 1951   |
| 6  | Macbeth                                     | 22 ottobre 1951   |
| 7  | They Serve the Muses                        | 29 ottobre 1951   |
| 8  | The Hero                                    | 5 novembre 1951   |
| 9  | A Bolt of Lightning                         | 12 novembre 1951  |
| 10 | The King in Yellow                          | 19 novembre 1951  |
| 11 | The Dangerous Years                         | 26 novembre 1951  |
| 12 | Mutiny on the Nicolette                     | 3 dicembre 1951   |
| 13 | The Legend of Jenny Lind                    | 10 dicembre 1951  |
| 14 | The Innocence of Pastor Muller              | 17 dicembre 1951  |
| 15 | Sara Crewe                                  | 24 dicembre 1951  |
| 16 | The Paris Feeling                           | 31 dicembre 1951  |
| 17 | The Devil in Velvet                         | 7 gennaio 1952    |
| 18 | Waterfront Boss                             | 14 gennaio 1952   |
| 19 | The Other Father                            | 21 gennaio 1952   |
| 20 | Burden of Guilt                             | 28 gennaio 1952   |
| 21 | A Candle for St. Jude                       | 4 febbraio 1952   |
| 22 | Pagoda                                      | 11 febbraio 1952  |
| 23 | Success Story                               | 18 febbraio 1952  |
| 24 | Letter from an Unknown Woman                | 25 febbraio 1952  |
| 25 | Ten Thousand Horses Singing                 | 3 marzo 1952      |
| 26 | The Wings of the Dove                       | 10 marzo 1952     |
| 27 | The Vintage Years                           | 17 marzo 1952     |
| 28 | Mrs. Hargreaves                             | 24 marzo 1952     |
| 29 | The Story of Meg Mallory                    | 31 marzo 1952     |
| 30 | Pontius Pilate                              | 7 aprile 1952     |
| 31 | Hold Back the Night                         | 14 aprile 1952    |
| 32 | Lilly, the Queen of the Movies              | 21 aprile 1952    |
| 33 | The Deep Dark                               | 28 aprile 1952    |
| 34 | Treasure Island                             | 5 maggio 1952     |
| 35 | They Came to Baghdad                        | 12 maggio 1952    |
| 36 | A Connecticut Yankee in King Arthur's Court | 19 maggio 1952    |
| 37 | Abraham Lincoln                             | 26 maggio 1952    |
| 38 | Captain-General of the Armies               | 2 giugno 1952     |
| 39 | Lovers and Friends                          | 9 giugno 1952     |
| 40 | International Incident                      | 16 giugno 1952    |
| 41 | There Was a Crooked Man                     | 23 giugno 1952    |
| 42 | The Blonde Comes First                      | 30 giugno 1952    |
| 43 | The Rockingham Tea Set                      | 14 luglio 1952    |
| 44 | The Last Thing I Do                         | 28 luglio 1952    |
| 45 | Jane Eyre                                   | 4 agosto 1952     |
| 46 | The Man They Acquitted                      | 11 agosto 1952    |
| 47 | One in a Million                            | 18 agosto 1952    |
| 48 | The Good Companions                         | 25 agosto 1952    |
| 49 | Stan, the Killer                            | 1º settembre 1952 |
| 50 | The Happy Housewife                         | 8 settembre 1952  |
| 51 | The Shadowy Third                           | 15 settembre 1952 |

## The Angelic Avengers
- Diretto da:
- Scritto da:

### Trama
- Interpreti: Betty Furness (se stessa - annunciatrice sponsor), Murray Matheson, Richard Purdy, Maria Riva, Mary Sinclair

## The Little Black Bag
- Diretto da:
- Scritto da:

### Trama
- Interpreti: Betty Furness (se stessa - annunciatrice sponsor), Eli Mintz, Howard St. John, Harry Townes

## The Idol of San Vittore
- Diretto da:
- Scritto da:

### Trama
- Interpreti: Eduardo Ciannelli, Betty Furness (se stessa - annunciatrice sponsor), Maria Riva

## Mighty Like a Rogue
- Diretto da:
- Scritto da:

### Trama
- Interpreti: Leslie Barrett (Keagle), Tom Ewell, Don Fellows (Turney), Betty Furness (se stessa - annunciatrice sponsor), Joshua Shelley, Nita Talbot

## Colonel Judas
- Diretto da:
- Scritto da:

### Trama
- Interpreti: Anthony Dawson, Betty Furness (se stessa - annunciatrice sponsor)

## Macbeth
- Diretto da:
- Scritto da:

### Trama
- Interpreti: Charlton Heston (Macbeth), Judith Evelyn (Lady Macbeth), Peter Boyne (Banquo), Betty Furness (se stessa - annunciatrice sponsor), Michael Jay (Fleance), Darren McGavin (Macduff)

## They Serve the Muses
- Diretto da:
- Scritto da:

### Trama
- Interpreti: Jason Evers, Frances Fuller, Betty Furness (se stessa - annunciatrice sponsor), Priscilla Gillette, Noel Leslie

## The Hero
- Diretto da:
- Scritto da:

### Trama
- Interpreti: Patricia Collinge, Betty Furness (se stessa - annunciatrice sponsor), Paul Hartman

## A Bolt of Lightning
- Diretto da:
- Scritto da:

### Trama
- Interpreti: Charlton Heston (James Otis), Romney Brent (governatore Bernard), Rita Vale (Ruth Otis), Celia Johnson (Mary Otis), Anne Seymour (Mercy Warren), Harry Townes (Sam Adams), Frank Overton (John Emroy), Justice Watson (Peter), Harry Cooke (William Wooley), George Ives (Mr. Robinson), Roy Johnson (Mr. Williams), Rita Morley (Emma Emroy), Marvyn Dorkin (dottore), Lloyd Bochner (Prescott), Shirley Ballard (Elizabeth Otis), Jon Lormer (Mr. Huntington), Robert Haines (giudice), Betty Furness (se stessa - annunciatrice sponsor)

## The King in Yellow
- Diretto da:
- Scritto da:

### Trama
- Interpreti: Carol Bruce, Betty Furness (se stessa - annunciatrice sponsor), Jack Palance

## The Dangerous Years
- Diretto da:
- Scritto da:

### Trama
- Interpreti: Betty Furness (se stessa - annunciatrice sponsor), Wright King, Maria Riva, Harry Townes

## Mutiny on the Nicolette
- Diretto da:
- Scritto da:

### Trama
- Interpreti: Boris Karloff (Skaggs), Anthony Ross (Miller), Ralph Nelson (tenente Clark), Dan Morgan (Gill), James Westerfield (Bilgeboy), Victor Thorley (Karl), Victor Rendina (Carlos), James Goodwin (Kid), Tommy Nello (Needles), Frank Silvera (marinaio), Paul Brenson (annunciatore , voce), Betty Furness (se stessa - annunciatrice sponsor)

## The Legend of Jenny Lind
- Diretto da:
- Scritto da:

### Trama
- Interpreti: Betty Furness (se stessa - annunciatrice sponsor), Priscilla Gillette, Eli Mintz, Thomas Mitchell

## The Innocence of Pastor Muller
- Diretto da:
- Scritto da:

### Trama
- Interpreti: John Baragrey, Betty Furness (se stessa - annunciatrice sponsor), Maria Riva, Walter Slezak

## Sara Crewe
- Diretto da:
- Scritto da:

### Trama
- Interpreti: Betty Furness (se stessa - annunciatrice sponsor), Iris Mann, Henry Stephenson

## The Paris Feeling
- Diretto da:
- Scritto da:

### Trama
- Interpreti: Betty Furness (se stessa - annunciatrice sponsor), Ann Gillis, Wright King, Guy Williams

## The Devil in Velvet
- Diretto da:
- Scritto da:

### Trama
- Interpreti: Whit Bissell, Betty Furness (se stessa - annunciatrice sponsor), Phyllis Kirk, Joan Wetmore

## Waterfront Boss
- Diretto da:
- Scritto da:

### Trama
- Interpreti: Betty Furness (se stessa - annunciatrice sponsor), Ron Hargrave, Kent Smith

## The Other Father
- Diretto da:
- Scritto da:

### Trama
- Interpreti: Betty Furness (se stessa - annunciatrice sponsor), Peg Hillias, Judson Laire

## Burden of Guilt
- Diretto da:
- Scritto da:

### Trama
- Interpreti: Betty Furness (se stessa - annunciatrice sponsor), Kirby Grant, Ralph Nelson, Anthony Ross

## A Candle for St. Jude
- Diretto da:
- Scritto da:

### Trama
- Interpreti: Lili Darvas, Betty Furness (se stessa - annunciatrice sponsor), Betty Low, Marc Platt

## Pagoda
- Diretto da:
- Scritto da:

### Trama
- Interpreti: John Forsythe, Betty Furness (se stessa - annunciatrice sponsor), Sono Osato

## Success Story
- Diretto da:
- Scritto da:

### Trama
- Interpreti: Betty Furness (se stessa - annunciatrice sponsor), Harry Townes

## Letter from an Unknown Woman
- Diretto da:
- Scritto da:

### Trama
- Interpreti: Jean-Pierre Aumont, Melvyn Douglas, Betty Furness (se stessa - annunciatrice sponsor), Viveca Lindfors, Steve Mitchell (Thug)

## Ten Thousand Horses Singing
- Diretto da:
- Scritto da:

### Trama
- Interpreti: James Dean (Hotel Bellboy), John Forsythe, Betty Furness (se stessa - annunciatrice sponsor), Catherine McLeod, Vaughn Taylor

## The Wings of the Dove
- Diretto da:
- Scritto da:

### Trama
- Interpreti: Stella Andrew, Betty Furness (se stessa - annunciatrice sponsor), Charlton Heston, Felicia Montealegre

## The Vintage Years
- Diretto da:
- Scritto da:

### Trama
- Interpreti: Betty Furness (se stessa - annunciatrice sponsor), Una O'Connor, Walter Slezak

## Mrs. Hargreaves
- Diretto da:
- Scritto da:

### Trama
- Interpreti: Betty Furness (se stessa - annunciatrice sponsor), Tony Randall, Mary Wickes

## The Story of Meg Mallory
- Diretto da:
- Scritto da:

### Trama
- Interpreti: Thomas Mitchell (William Mallory), Wendy Drew (Meg Mallory), Skip Homeier (Carl Green), Logan Field (Robert Downs), Charles Cooper (Dan Green), Don Hollenbeck (narratore , voce), Charles Jordan (Walt Conroy), John Boruff (Sid Proctor), Sydney Smith (Graham Prentiss), Morton Stevens (Roy Danvers), Victor Rendina (Droppo), Ron Johnson (Jailor), Betty Furness (se stessa / annunciatrice sponsor), Paul Brenson (annunciatore , voce)

## Pontius Pilate
- Diretto da:
- Scritto da:

### Trama
- Interpreti: Robert Duke (Manlius), Madge Elliott (Calpurnia), Geraldine Fitzgerald (Claudia Procula), Betty Furness (se stessa - annunciatrice sponsor), Anthony Hawtrey (Lucius), Berry Kroeger (Caiaphas), Louise Larabee (Herodlis), Richard Purdy (Annius), Cyril Ritchard (Pontius Pilate), Alan Shayne (Joseph of Arimathea), Francis L. Sullivan (Herod Antipas)

## Hold Back the Night
- Diretto da:
- Scritto da:

### Trama
- Interpreti: John Forsythe, Betty Furness (se stessa - annunciatrice sponsor), Lee Philips

## Lilly, the Queen of the Movies
- Diretto da:
- Scritto da:

### Trama
- Interpreti: Betty Furness (se stessa - annunciatrice sponsor), Glynis Johns, Richard Ney

## The Deep Dark
- Diretto da:
- Scritto da:

### Trama
- Interpreti: Lili Darvas, Betty Furness (se stessa - annunciatrice sponsor), Skip Homeier, Victor Thorley

## Treasure Island
- Diretto da:
- Scritto da:

### Trama
- Interpreti: Francis L. Sullivan (Long John Silver), Albert Dekker (Billy Bones), Peter Avarmo (Jim Hawkins), Rex O'Malley (Squire Trelawney), Richard Purdy (Ben Gunn), Betty Furness (se stessa - annunciatrice sponsor), Edward Binns (Black Dog)

## They Came to Baghdad
- Diretto da:
- Scritto da:

### Trama
- Interpreti: Bea Arthur, Leon Askin (Marcus), Stuart Burge (Bootblack), June Dayton (Victoria Jones), Jacqueline deWit (Mrs. Clipp), Elaine Ellis (Anna Scheele), Bramwell Fletcher, Betty Furness (se stessa - annunciatrice sponsor), Basil Howes (Fitzsimmons), Richard Kiley, Robert Dale Martin (Carmichael), James Noble (Edward Goring), Forrest Wood (poliziotto)

## A Connecticut Yankee in King Arthur's Court
- Diretto da:
- Scritto da:

### Trama
- Interpreti: Thomas Mitchell (Hank Morgan), Boris Karloff (King Arthur), Berry Kroeger (Sir Sagramor), Salem Ludwig (Merlin), Loretta Daye (Alisande), Robert Duke (Clarence), Betty Furness (se stessa - annunciatrice sponsor)

## Abraham Lincoln
- Diretto da:
- Scritto da:

### Trama
- Interpreti: Judith Evelyn (Mary Lincoln), Robert Pastene (Abraham Lincoln), Harry Townes (Hook), Betty Low (Mrs. Stowe), Noel Leslie (Jennings), Frank Overton (Samuel Stone), Jean Adair (Susan Deddington), Charles Eggleston (William Steward), Robert McQueeney (James Macintosh), Katharine Raht (Mrs. Otherly), Harold McGee (Tim Cuffney), John Buckner (Clerk), James Dean (William Scott), Anthony Grey (Elias Price), Betty Furness (se stessa - annunciatrice sponsor)

## Captain-General of the Armies
- Diretto da:
- Scritto da:

### Trama
- Interpreti: Richard Carlson (Father), Lydia Clarke (Mother), Betty Furness (se stessa - annunciatrice sponsor), Victor Jory (gangster)

## Lovers and Friends
- Diretto da:
- Scritto da:

### Trama
- Interpreti: Betty Furness (se stessa - annunciatrice sponsor), Murray Matheson, Jane Wyatt

## International Incident
- Diretto da:
- Scritto da:

### Trama
- Interpreti: Lloyd Bridges, Betty Furness (se stessa - annunciatrice sponsor), Victor Jory, Howard St. John, Patricia Wheel

## There Was a Crooked Man
- Diretto da:
- Scritto da:

### Trama
- Interpreti: Betty Furness (se stessa - annunciatrice sponsor), Judy Parrish, Robert Pastene, Robert Webber

## The Blonde Comes First
- Diretto da:
- Scritto da:

### Trama
- Interpreti: Betty Furness (se stessa - annunciatrice sponsor), Lee Grant, Tom Helmore

## The Rockingham Tea Set
- Diretto da:
- Scritto da:

### Trama
- Interpreti: Scott Forbes, Betty Furness (se stessa - annunciatrice sponsor)

## The Last Thing I Do
- Diretto da:
- Scritto da:

### Trama
- Interpreti: Whit Bissell, Betty Furness (se stessa - annunciatrice sponsor), Richard McMurray, Shepperd Strudwick

## Jane Eyre
- Diretto da:
- Scritto da:

### Trama
- Interpreti: Katharine Bard (Jane Eyre), Eva Leonard Boyne (Lady Ingram), Hamish Cochrane (Rev. Woods), Veronica Cole (Adele), Francis Compton (Briggs), Betty Furness (se stessa - annunciatrice sponsor), Kevin McCarthy (Rochester), Nan McFarland (Grace Poole), Rita Morley (Blanche), Doris Roberts (The Madwoman), Guy Spaull (Mason), Frances Starr (Mrs. Fairfax), Jane Surrey (Leah)

## The Man They Acquitted
- Diretto da:
- Scritto da:

### Trama
- Interpreti: Robert Coote, Betty Furness (se stessa - annunciatrice sponsor), Patricia Wheel

## One in a Million
- Diretto da:
- Scritto da:

### Trama
- Interpreti: Royal Dano, Betty Furness (se stessa - annunciatrice sponsor), Stefan Schnabel, Reinhold Schünzel

## The Good Companions
- Diretto da:
- Scritto da:

### Trama
- Interpreti: Edith Fellows (Miss Trant), Betty Furness (se stessa - annunciatrice sponsor), Hamish Menzies (Jess Oakroyd), John Cannon (se stesso / annunciatore 1950-1959 , voce)

## Stan, the Killer
- Diretto da:
- Scritto da:

### Trama
- Interpreti: Romney Brent, Betty Furness (se stessa - annunciatrice sponsor), Eli Wallach

## The Happy Housewife
- Diretto da:
- Scritto da:

### Trama
- Interpreti: Betty Furness (se stessa - annunciatrice sponsor)

## The Shadowy Third
- Diretto da:
- Scritto da:

### Trama
- Interpreti: Betty Furness (se stessa - annunciatrice sponsor), Carmen Mathews, Geraldine Page, Robert Pastene